# Хайдаров, Амир Сулейманович
Амир Сулейманович Хайдаров (20 ноября 1911 года, дер. Верхнекудашево — 25 ноября 1996 года) — помощник командира пулемётного взвода гвардии старший сержант, Герой Советского Союза.

## Биография
Амирьян Сулейманович Хайдаров родился 20 ноября 1911 года в деревне Верхнекудашево ныне Татышлинского района Башкирии в семье крестьянина. Окончил четыре класса школы. Татарин. Член КПСС.
В 1932—1934 годах работал председателем колхоза, в 1937—1941 — председателем сельпо. В Красной Армии в 1934—1937 годах и с 1942 года. На фронте в Великую Отечественную войну с июня 1942 года.
Гвардии старший сержант А. С. Хайдаров особо отличился в боях 27—28 сентября 1943 года.
С 1944 года до конца войны учился в кавалерийском училище. С августа 1945 года Хайдаров снова жил и работал на родине. Работал председателем сельсовета и колхоза, старшим лесничим.
Скончался 25 ноября 1996 года.

## Подвиг
«Помощник командира пулемётного взвода гвардии старший сержант А. С. Хайдаров отличился в боях за освобождение Гомельской области. В ночь на 28.09.1943 г. под огнём противника с расчётами 2 станковых пулемётов на плоту переправился через Днепр в районе деревни Вялье Брагинского района, уничтожил огневую точку и 18 гитлеровцев, чем содействовал расширению плацдарма и освобождению деревни Вялье».
Указом Президиума Верховного Совета СССР «О присвоении звания Героя Советского Союза генералам, офицерскому, сержантскому и рядовому составу Красной Армии» от 15 января 1944 года за «образцовое выполнение боевых заданий командования на фронте борьбы с немецкими захватчиками и проявленными при этом отвагу и геройство» удостоен звания Героя Советского Союза.

## Память
В честь Героя названа улица в селе Верхние Татышлы.

## Награды
- Медаль «Золотая Звезда» Героя Советского Союза (15.01.1944)[2];
- орден Ленина (15.01.1944);
- орден Отечественной войны I степени (06.04.1985)[4];
- два ордена Красной Звезды (28.02.1943; 06.10.1943[5]);
- медаль «За отвагу»[6].